# Фізика

Схематичне зображення атома літію. Вивчення матерії на атомному рівні — одна з пріоритетних задач фізики

Фі́зика (від грец. φυσικός природний, φύσις природа) — природнича наука, яка досліджує загальні властивості матерії та явищ у ній, а також виявляє загальні закони, які керують цими явищами. Це наука про закономірності природи в широкому сенсі цього слова. Фізики вивчають поведінку та властивості матерії в широких межах її проявів, від субмікроскопічних елементарних частинок, з яких побудоване все матеріальне (фізика елементарних частинок), до поведінки всього Всесвіту як єдиної системи (космологія).
Деякі з закономірностей, які встановлені фізикою, є загальними для всіх матеріальних систем. До таких можна віднести, наприклад, закон збереження енергії. Такі закономірності називають законами фізики. Фізику вважають фундаментальною наукою, тому що всі інші природничі науки (хімія, геологія, біологія тощо) мають справу з певними різновидами матеріальних систем, які підкоряються законам фізики. Наприклад, властивості хімічних речовин визначаються властивостями молекул та атомів, які їх складають, а ці властивості досліджують в таких галузях фізики, як квантова механіка, термодинаміка та/або електрика (електромагнетизм).

Фізика тісно пов'язана з математикою. Фізичні теорії, як правило, побудовані на основі певного математичного апарату, і цей апарат часто набагато складніший в порівнянні з іншими природничими науками. Але відмінність фізики від математики в тому, що фізика принципово зосереджена на описі матеріального світу, тоді як математика має справу з абстрактними ідеями та формулюваннями, які не обов'язково описують певну об'єктивну реальність. Позаяк чіткого поділу не існує, на перетині цих двох наук постала спеціальна дисципліна — математична фізика, яка вибудовує математичні структури фізичних теорій.

## Загальний огляд фізичної науки

### Науковий метод
Фізика — природнича наука. В її основі лежить експериментальне дослідження явищ природи, а її задача — формулювання законів, якими пояснюються ці явища. Фізика зосереджується на вивченні найфундаментальніших та найпростіших явищ і на відповідях на найпростіші запитання: з чого складається матерія, яким чином частинки матерії взаємодіють між собою, за якими правилами й законами здійснюється рух частинок тощо. В основі фізичних досліджень лежать спостереження. Узагальнення спостережень дозволяє фізикам формулювати гіпотези щодо спільних загальних рис тих явищ, за якими велися спостереження. Гіпотези перевіряються за допомогою продуманого експерименту, в якому явище проявлялося б у якомога чистішому вигляді й не ускладнювалося б іншими явищами. Аналіз даних сукупності експериментів дозволяє сформулювати закономірність. На перших етапах досліджень закономірності мають здебільшого емпіричний, феноменологічний характер, тобто явище описується кількісно за допомогою певних параметрів, характерних для досліджуваних тіл та речовин. Аналізуючи закономірності та параметри, фізики будують фізичні теорії, які дозволяють пояснити досліджувані явища на основі уявлень про будову тіл та речовин і взаємодію між їхніми складовими частинами. Фізичні теорії, в свою чергу, створюють передумови для постановки точніших експериментів, в ході яких здебільшого визначаються рамки їхнього застосування. Найзагальніші фізичні теорії дозволяють формулювання фізичних законів, які вважаються загальними істинами, доки накопичення нових експериментальних результатів не вимагатиме їхнього уточнення.
Наприклад, Стівен Ґрей помітив, що електрику можна передавати на доволі значну віддаль за допомогою зволожених ниток, і почав досліджувати це явище. Георг Ом зумів знайти для нього кількісну закономірність — струм у провіднику пропорційний напрузі (закон Ома). При цьому, звісно, експерименти Ома опиралися на нові джерела живлення та на нові способи вимірювати дію електричного струму, що дозволило кількісно охарактеризувати його. За результатами подальших досліджень вдалося абстрагуватися від форми та довжини провідників і ввести такі феноменологічні характеристики, як питомий опір провідника та внутрішній опір джерела живлення. Закон Ома й понині залишається основою електротехніки, однак дослідження встановили також рамки його застосування — відкрили елементи електричного кола з нелінійними вольт-амперними характеристиками і навіть речовини, які не мають електричного опору — надпровідники. Після відкриття заряджених мікроскопічних частинок — електронів, була сформульована мікроскопічна теорія електропровідності, яка пояснила залежності опору від температури розсіянням електронів на коливаннях кристалічної ґратки, домішках тощо.

### Теоретична та експериментальна фізика
Принципи фізичних пошуків дещо відрізняються від досліджень в інших науках тому, що тут існує чітко визначений розподіл на теорію та експеримент, і з XX століття більшість фізиків спеціалізується або на теоретичній фізиці, або на експериментальній, і дуже мало таких, які б досягли успіхів в обох напрямах. Для порівняння, практично всі успішні теоретики біології та хімії також були і експериментаторами.
Теоретики займаються пошуком теорій, які могли б пояснити відомі експериментальні результати та передбачити нові, тоді як експериментатори організують свої практичні дослідження для перевірки результатів теорій. Тобто, попри існування двох чітких напрямів, вони тісно пов'язані один з одним. Тому прориви в фізиці часто відбуваються саме тоді, коли експериментатори виявляють, що наявні теорії не можуть пояснити їхніх результатів, і це потребує побудови нових фізичних теорій.
Поділ фізиків на теоретиків та експериментаторів пов'язаний із особливою складністю математичного апарату сучасної фізики з одного боку та складністю сучасного експериментального устаткування — з іншого. З появою потужної комп'ютерної техніки виділився новий клас фізиків, які займаються комп'ютерним моделюванням фізичних процесів та розробкою програмного забезпечення для складних фізичних розрахунків. Частково таке моделювання проводиться ab initio, тобто виходячи з основних принципів фізичної теорії, частково, ґрунтуючись на феноменологічних теоріях та використовуючи бази даних фізичних параметрів частинок, атомів чи речовин.

## Кількісний характер фізики
Фізика — кількісна наука. Фізичний експеримент опирається на вимірювання, тобто порівняння значення величини з одиницею вимірювання з використанням спеціальних технічних засобів. З цією метою фізика розвинула сукупність фізичних одиниць та засобів вимірювальної техніки. Окремі фізичні одиниці об'єднуються в системи фізичних одиниць. Так, на сучасному етапі розвитку науки стандартом є Міжнародна система одиниць (SI).
Отримані експериментально кількісні залежності дозволяють використовувати для своєї обробки математичні методи і будувати теоретичні, тобто, математичні моделі досліджуваних явищ. Зі зміною уявлень про природу тих чи інших явищ змінюються також фізичні одиниці, в яких вимірюються фізичні величини. Наприклад, для вимірювання температури спочатку були запропоновані довільні температурні шкали, які ділили проміжок температур між характерними явищами (наприклад, замерзанням і кипінням води) на певну кількість менших проміжків, що отримали назву градусів температури. Для вимірювання кількості теплоти була запроваджена одиниця — калорія, яка визначала кількість теплоти, необхідної для нагрівання граму води на один градус. Проте з часом фізики встановили відповідність між механічною і тепловою формою енергії. Виявилося, що запропонована раніше одиниця кількості теплоти, калорія, є зайвою, як і одиниця вимірювання температури — градус. І кількість теплоти й температуру можна вимірювати в одиницях механічної енергії. В сучасну епоху калорія та градус не вийшли з практичного вжитку, але між цими одиницями і одиницею енергії Джоулем існує точне числове співвідношення. Коефіцієнт переходу від температурної до енергетичної величини (стала Больцмана) вважається фізичною сталою.

### Базові фізичні теорії
Фізики мають справу з неймовірно широким спектром різних об'єктів та систем, але існує декілька теорій, які використовуються фізиками майже завжди та незалежно від конкретної галузі. Кожна з цих теорій вважається здебільшого вірною, хоча має певні межі застосування.
| Теорія                              | Основні розділи                                                                                                   | Концепції |
| ----------------------------------- | --- | --- |
| Класична механіка                   | Закони Ньютона, Механіка Лагранжа, Механіка Гамільтона, Теорія хаосу, Гідродинаміка, Механіка суцільних середовищ | Вимірювання, Простір, Час, Рух, Швидкість, Прискорення, Маса, Імпульс, Сила, Енергія, Момент імпульсу, Закони збереження, Гармонічний осцилятор, Хвиля, Робота, Потужність |
| Електромагнетизм                    | Електростатика, Електрика, Магнетизм, Рівняння Максвелла                                                          | Електричний заряд, Електричний струм, Електричне поле, Магнітне поле, Електромагнітне поле, Електромагнітне випромінювання, Магнітний монополь                             |
| Термодинаміка, Статистична механіка | Кінетична теорія                                                                                                  | Стала Больцмана, Ентропія, Вільна енергія, Теплота, Температура |
| Квантова механіка                   | Інтеграл вздовж траєкторій, Рівняння Шредінгера                                                                   | Гамільтоніан, Ідентичні частинки, Стала Планка, Квантове зчеплення, Квантовий гармонічний осцилятор, Хвильова функція, Квантове число, Спін                                |
| Теорія відносності                  | Спеціальна теорія відносності, Загальна теорія відносності                                                        | Принцип еквівалентності, 4-імпульс, Система відліку, Простір-час, Швидкість світла                                                                                         |
| Квантова теорія поля                | Квантова електродинаміка, Квантова хромодинаміка, Стандартна модель                                               | Регуляризація, Перенормування, Ренормгрупа, Фізичний вакуум, Фундаментальна частинка, Кварк                                                                                |

### Основні галузі фізики
Сучасні фізичні дослідження можна розподілити на окремі галузі, які вивчають різні аспекти матеріального світу. Фізика конденсованих середовищ, напевно одна з найбільших окремих галузей досліджень, сконцентрована на вивченні властивостей звичних проявів матерії, таких як тверді тіла та рідини. Їхні властивості випливають з властивостей та особливостей взаємодії атомів цих речовин. Атомна, молекулярна фізика та оптика мають справу саме з індивідуальними атомами та молекулами. Галузь фізики елементарних частинок, також знана під назвою фізики високих енергій, вивчає властивості субмікроскопічних, набагато менших ніж атоми, частинок, із яких побудована вся матерія. Нарешті, астрофізика застосовує фізичні закони до пояснення астрономічних феноменів, починаючи від Сонця та інших об'єктів Сонячної системі, і закінчуючи Всесвітом як таким.
| Галузь                               | Напрям                                                                                      | Основні теорії                                                                              | Поняття |
| ------------------------------------ | ------------------------------------------------------------------------------------------- | ------------------------------------------------------------------------------------------- | --- |
| Астрофізика                          | Космологія, Планетологія, Фізика плазми                                                     | Великий вибух, Розширення Всесвіту, Загальна теорія відносності, Закон всесвітнього тяжіння | Чорна діра, Реліктове випромінювання, Галактика, Гравітація, Гравітаційна хвиля, Планета, Сонячна система, Зоря                                                      |
| Атомна, молекулярна фізика та оптика | Атомна фізика, Молекулярна фізика, Оптика,                                                  | Квантова оптика                                                                             | Дифракція, Електромагнітне випромінювання, Лазер, Поляризація, Спектр                                                                                                |
| Фізика елементарних частинок         | Фізика прискорювачів, Ядерна фізика                                                         | Стандартна модель, теорії великого об'єднання, Теорія струн                                 | Фундаментальні взаємодії (гравітація, електромагнетизм, слабка взаємодія, сильна взаємодія), Елементарна частинка, Антиматерія, Спін, Теорія всього, Енергія вакууму |
| Фізика конденсованих середовищ       | Фізика твердого тіла, Фізика гірських порід, Фізика полімерів, Гідродинаміка, Фізика плазми | Хвиля Блоха, Фермі-газ, Фермі-рідина                                                        | Основні агрегатні стани (газ, рідина, тверде тіло, плазма, конденсація Бозе — Ейнштейна), Електропровідність, Магнетизм, Самоорганізація, Спін                       |

## Прикладна фізика
Від свого зародження фізика завжди мала велике прикладне значення й розвивалася разом із машинами й механізмами, які людство використовувало для своїх потреб. Фізика широко використовується в інженерних науках, чимало фізиків було водночас винахідниками і навпаки. Механіка, як частина фізики, тісно пов'язана з теоретичною механікою та опором матеріалів, як інженерними науками. Термодинаміка зв'язана з теплотехнікою та конструюванням теплових двигунів. Електрика пов'язана з електротехнікою та електронікою, для становлення і розвитку якої дуже важливі дослідження в області фізики твердого тіла. Досягнення ядерної фізики зумовили появу ядерної енергетики тощо.
Фізика також має широкі міждисциплінарні зв'язки. На межі фізики, хімії та інженерних наук виникло і швидко розвивається матеріалознавство. Фізичні методи та інструменти використовуються хімією, що призвело до становлення двох напрямків досліджень: фізичної хімії та хімічної фізики. Дедалі потужнішою стає біофізика — область досліджень на межі біології та фізики, в якій біологічні процеси вивчаються виходячи з атомарної структури органічних речовин. Геофізика вивчає фізичну природу геологічних явищ. Медицина використовує фізичні методи, такі як рентгенівські та ультразвукові дослідження, ядерний магнітний резонанс — для діагностики, лазери — для лікування хвороб очей, ядерне опромінювання — в онкології тощо.

## Історія фізики

Архімедів гвинт — винахід античності

Люди намагалися зрозуміти властивості матерії з найдревніших часів: чому тіла падають на землю, чому різні речовини мають різні властивості тощо. Цікавили людей також питання про будову світу, про природу Сонця і Місяця. Спочатку відповіді на ці запитання намагалися шукати в філософії. Здебільшого філософські теорії, які намагалися дати відповіді на такі запитання не перевірялися на практиці. Однак, попри те, що нерідко філософські теорії неправильно описували спостереження, ще в древні часи людство добилося значних успіхів в астрономії, а давньогрецький вчений Архімед навіть зумів дати точні кількісні формулювання багатьох законів механіки й гідростатики.
Деякі теорії древніх мислителів,  наприклад, ідеї про атом, сформульовані у стародавніх Греції та Індії, випереджали час.
Поступово від загальної філософії почали відокремлюватися природничі науки, як та її частина, яка описує навколишній світ. Одна з основних книг Арістотеля називається «Фізика». Незважаючи на деякі неправильні твердження, фізика Арістотеля впродовж віків залишалася основою знань про природу.

### Період до наукової революції
Властивість людства сумніватися й переглядати положення, які раніше вважалися єдино істинними, в пошуках відповідей на нові запитання зрештою привела до доби великих наукових відкриттів, яку сьогодні називають науковою революцією, що розпочалася приблизно з другої половини XIX століття. Передумови до цієї докорінної зміни склалися завдяки надбанням, які можна прослідкувати до Індії та Персії. Сюди входять еліптичні моделі планетарних орбіт, що спиралися на геліоцентричну модель Сонячної системи, яку розробив індійський математик і астроном Аріабхата I, базові положення атомізму, запропоновані індуськими та джайністськими філософами, теорія про те, що світло еквівалентне енергетичним частинкам буддистських мислителів Дігнаги й Дхармакірті, оптична теорія арабського вченого Ібн аль-Хайсама, винайдена персом Мухаммадом аль Фазарі астролябія. Перський учений Насир ад-Дін ат-Тусі вказав на значні недоліки птолемеївської системи.
Середньовічна Європа на певний час втратила знання античних часів, але під впливом Арабського халіфату збережені арабами твори Аристотеля повернулися. В XIII—XIII століттях знайшли свій шлях у Європу також твори індійських і перських учених.
У Середні віки почав складатися науковий метод, у якому основна роль відводилася експерименту й математичному опису. Ібн аль-Хайсам (Альхазен) вважається основоположником наукового методу. У своїй «Книзі про оптику», написаній у 1021 році, він описував експерименти, поставлені для того, щоб доказати справедливість своєї теорії зору, яка стверджувала, що око сприймає світло, випромінене іншими об'єктами, а не випромінює саме, як вважали раніше Евклід і Птолемей. В експериментах Альхазена використовувалася камера-обскура. За допомогою цього приладу він перевіряв свої гіпотези щодо властивостей світла: чи світло розповсюджується по прямій, чи змішуються в повітрі різні промені світла.

### Наукова революція

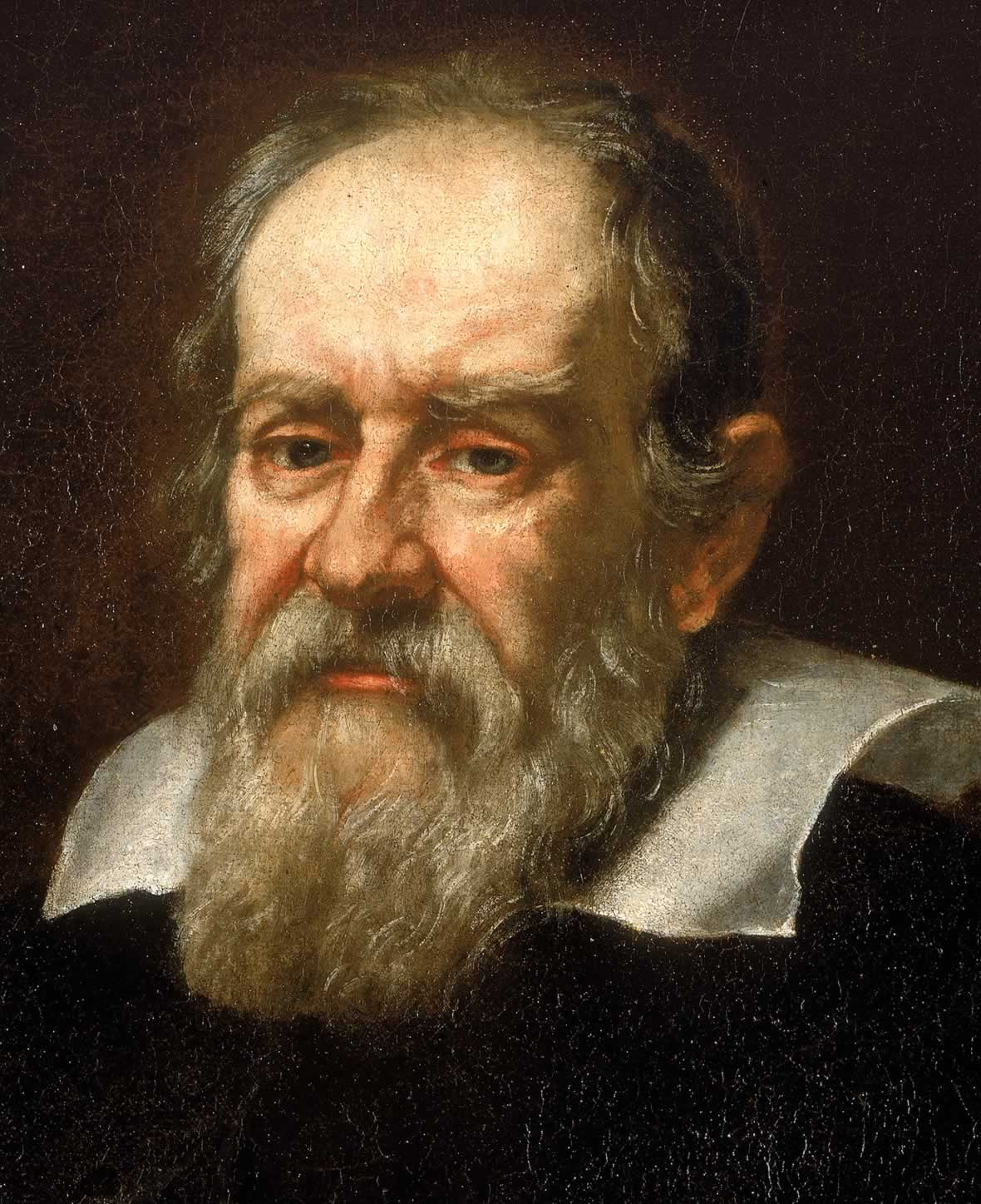
Галілео Галілей

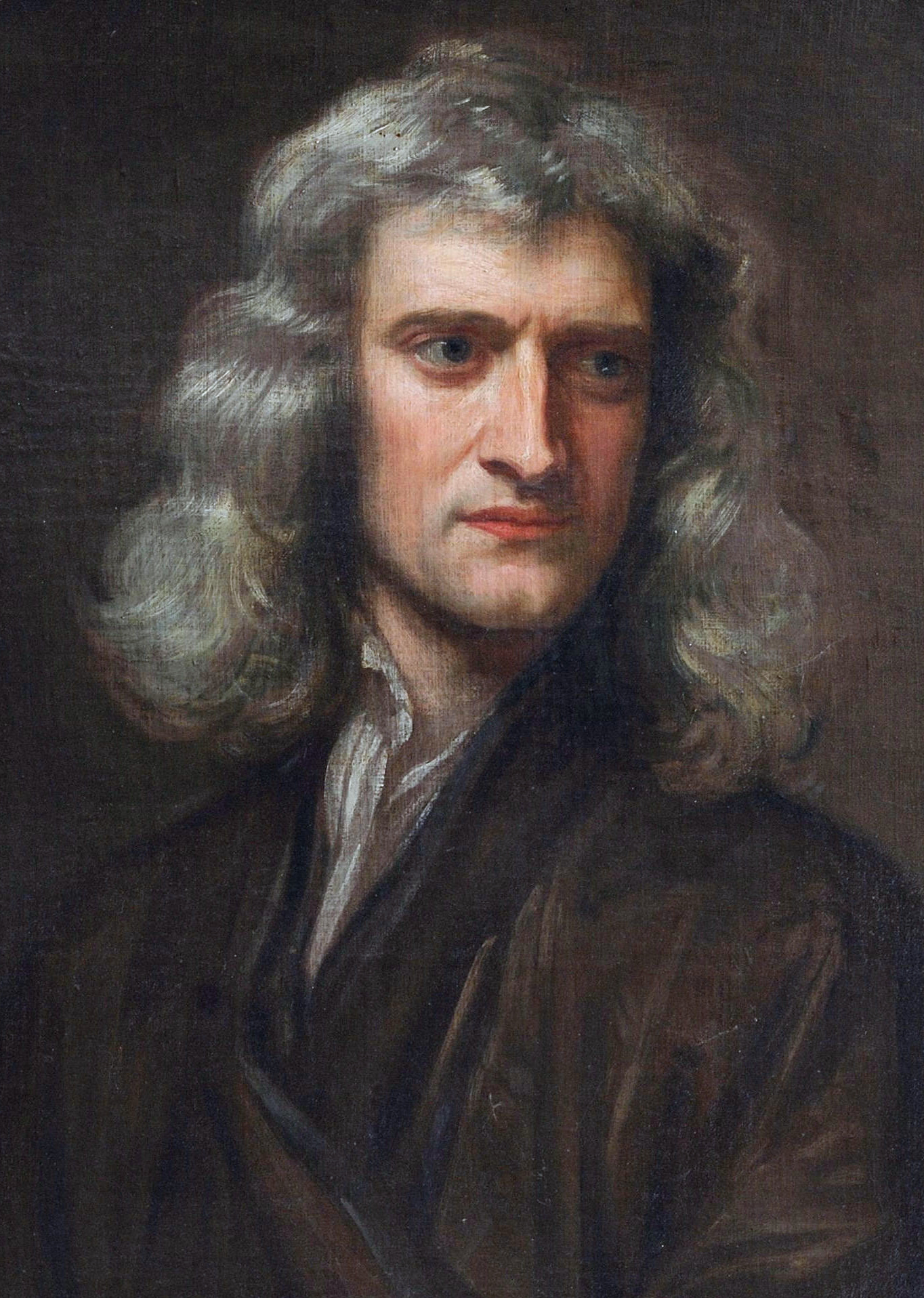
Ісаак Ньютон

Період наукової революції характеризується утвердженням наукового методу досліджень, вичленовуванням фізики із загалу натурфілософії в окрему область і розвитком окремих розділів фізики: механіки, оптики, термодинаміки тощо.
Більшість істориків притримуються думки про те, що наукова революція розпочалася в 1543 році, коли Миколаю Копернику привезли з Нюрнберга вперше надрукований примірник його книги «Про обертання небесних сфер».
Впродовж століття відтоді знання людство збагатилося працями таких дослідників, як Галілео Галілей, Християн Гюйгенс, Йоганн Кеплер і Блез Паскаль. Галілей першим почав послідовно застосовувати науковий метод, проводячи експерименти, щоб підтвердити свої припущення і теорії. Він сформулював деякі закони динаміки і кінематики, зокрема закон інерції, і перевірив їх дослідним шляхом. В 1687 році Ісаак Ньютон опублікував книгу «Principia», в якій в подробицях описав дві основоположні фізичні теорії: закони руху тіл, відомі під назвою закони Ньютона, і закони тяжіння. Обидві теорії чудово узгоджувалися з експериментом. Книга також наводила теорії руху рідин. Згодом класична механіка була переформульована і розширена Леонардом Ейлером, Жозефом-Луї Лагранжем, Вільямом Гамільтоном та іншими. Закони гравітації заклали основу тому, що пізніше стало астрофізикою, яка використовує фізичні теорії для опису й пояснення астрономічних спостережень.
Після встановлення законів механіки Ньютоном, наступним дослідним полем стала електрика. Основи створення теорії електрики заклали спостереження й досліди таких вчених XVII століття, як Роберт Бойль, Стівен Ґрей, Бенджамін Франклін. Склалися основні поняття — електричний заряд та електричний струм.
У 1831 році англійський фізик Майкл Фарадей об'єднав електрику й магнетизм, продемонструвавши, що рухомий магніт індукує в електричному колі струм. Спираючись на цю концепцію, Джеймс Клерк Максвелл побудував теорію електромагнітного поля. Крім електромагнітних явищ рівняння Максвелла описують світло. Підтвердження цьому знайшов Генріх Герц, відкривши радіохвилі.
Із побудовою теорії електромагнітного поля та електромагнітних хвиль перемогою хвильової теорії світла, започаткованої Гюйгенсом, над корпускулярною теорією Ньютона, завершилася побудова класичної оптики. На цьому шляху оптика збагатилася розумінням дифракції та інтерференції світла, досягнутим завдяки працям Огюстена Френеля і Томаса Юнга.
У XVIII і на початку XIX століття були відкриті основні закони поведінки газів, а з добою теплових машин сформувалася наука термодинаміка. В середині XIX століття Джеймс Прескотт Джоуль встановив еквівалентність механічної та теплової енергій, що призвело до формулювання закону збереження енергії. Завдяки Рудольфу Клаузіусу був сформульований другий закон термодинаміки, Джозая Гіббз заклав основи статистичної фізики, Людвіг Больцман запропонував статистичну інтерпретацію поняття ентропії.
Під кінець XIX століття фізики підійшли до значного відкриття — експериментального підтвердження існування атома.
Наприкінці XIX століття змінилася роль фізики в суспільстві. Виникнення нової техніки: електрики, радіо, автомобіля тощо, вимагало великого обсягу прикладних досліджень. Заняття наукою стало професією. Фірма General Electric першою відкрила власні дослідницькі лабораторії. Такі ж лабораторії стали з'являтися в інших фірмах.

### Зміна парадигм

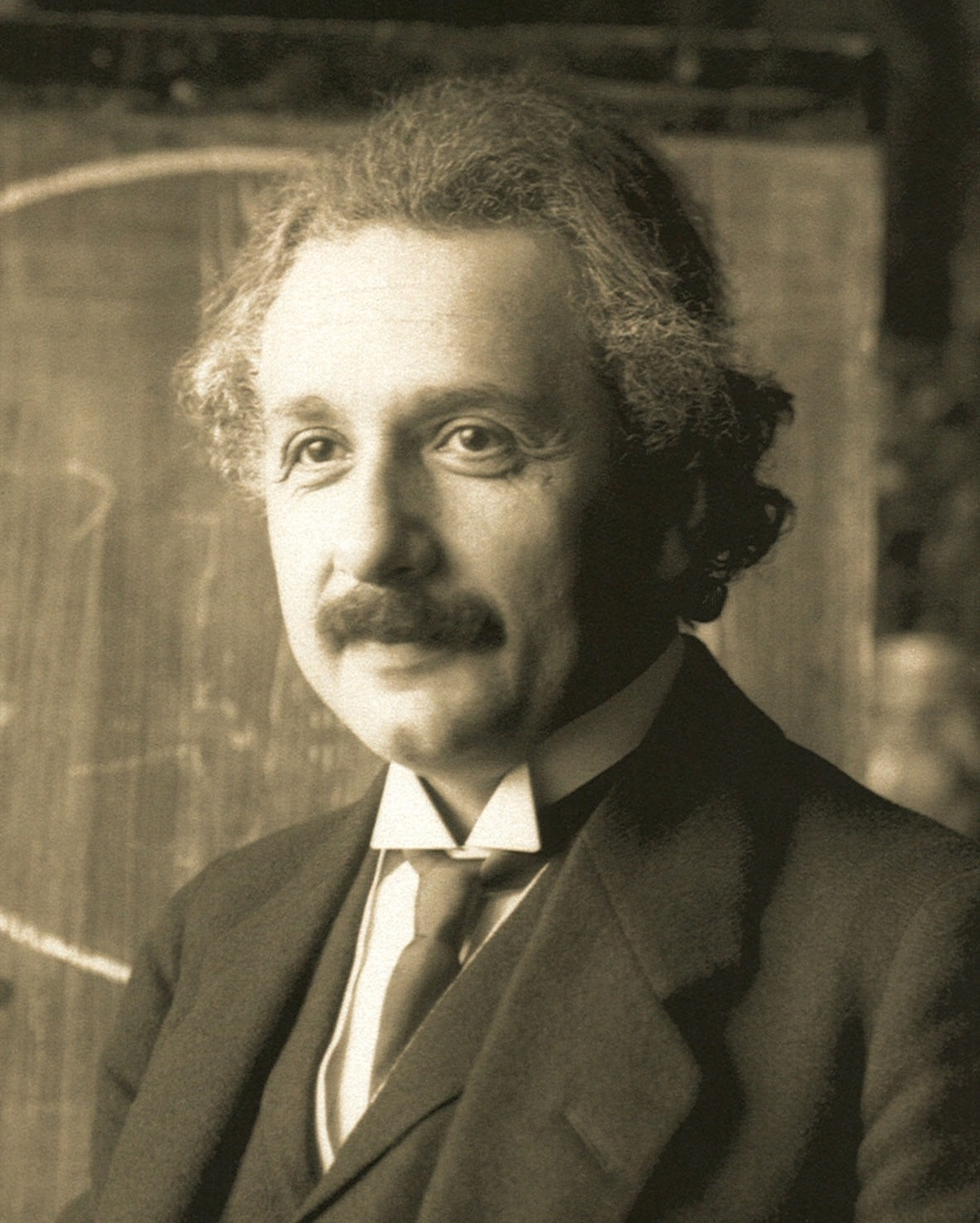
Альберт Ейнштейн

Модель Бора — планетарна модель електронних оболонок атома

Кінець XIX — початок XX століття був часом, коли під тиском нових експериментальних даних фізикам довелося переглянути старі теорії й замінити їх новими, заглядаючи дедалі глибше в будову матерії. Експеримент Майкельсона — Морлі вибив основу з-під ніг електромагнетизму, поставивши під сумнів існування ефіру. Були відкриті нові явища, такі як рентгенівське випромінювання та радіоактивність. Не встигли фізики довести існування атома, як з'явилися докази існування електрона, експерименти з фотоефекту та вимірювання спектру теплового випромінювання давали результати, які неможливо було пояснити, виходячи із засад класичної фізики. У пресі цей період називався кризою фізики, але водночас він став періодом тріумфу фізики, яка зуміла виробити нові революційні теорії, які не тільки пояснили незрозумілі явища, а й передбачили інші, відкривши шлях до нового розуміння природи.
У 1905 році Альберт Ейнштейн побудував спеціальну теорію відносності, яка продемонструвала, що поняття ефіру зайве при поясненні електромагнітних явищ. При цьому довелося змінити класичну механіку Ньютона, давши їй нове формулювання, справедливе при великих швидкостях. Докорінно змінилися також уявлення про природу простору й часу. Ейнштейн розвинув свою теорію у загальну теорію відносності, опубліковану в 1916 році. Нова теорія описувала гравітаційні явища і відкрила шлях до розвитку космології — науки про еволюцію Всесвіту.
Розглядаючи задачу про теплове випромінювання абсолютно чорного тіла Макс Планк у 1900 році запропонував неймовірну ідею, що електромагнітні хвилі випромінюються порціями, енергія яких пропорційна частоті. Ці порції отримали назву квантів, а сама ідея розпочала побудову нової фізичної теорії — квантової механіки, яка ще більше змінила класичну Ньютонівську механіку, цього разу при дуже малих розмірах фізичної системи. В тому ж 1905 році Альберт Ейнштейн застосував ідею Планка для успішного пояснення експериментів із фотоефекту, припустивши, що електромагнітні хвилі не тільки випромінюються, а й поглинаються квантами. Корпускулярна теорія світла, яка, здавалося, зазнала нищівної поразки в боротьбі з хвильовою теорією, знову отримала підтримку.
Суперечка між корпускулярною і хвильовою теорією знайшла своє вирішення в корпускулярно-хвильовому дуалізмі, гіпотезі, сформульованій Луї де Бройлем. За цією гіпотезою не тільки квант світла, а будь-яка інша частинка проявляє водночас властивості, притаманні як корпускулі, так і хвилі. Гіпотеза Луї де Бройля підтвердилася в експериментах з дифракції електронів.
У 1911 році Ернест Резерфорд запропонував планетарну теорію атома, а в 1913 році Нільс Бор побудував модель атома, в якій постулював квантовий характер руху електронів. Завдяки роботам Вернера Гайзенберга, Ервіна Шредінгера, Вольфганга Паулі, Поля Дірака, Джона фон Неймана та багатьох інших квантова механіка знайшла своє точне математичне формулювання, підтверджуючись численними експериментами. У 1927 році була розроблена копенгагенська інтерпретація, яка відкривала шлях для розуміння законів квантового руху на якісному рівні.

### Фізика сучасності
Із відкриттям радіоактивності Анрі Беккерелем почався розвиток ядерної фізики, яка привела до появи нових джерел енергії — атомної енергії та енергії ядерного синтезу. Відкриті при дослідженнях ядерних реакціїй нові частинки — нейтрон, протон, нейтрино — започаткували фізику елементарних частинок. Ці нові відкриття на субатомному рівні виявилися дуже важливими для фізики на рівні Всесвіту і дозволили сформулювати теорію його еволюції — теорію Великого вибуху.
Склався остаточний розподіл праці між фізиками-теоретиками й фізиками-експериментаторами, Енріко Фермі був, мабуть, останнім визначним фізиком, успішним як у теорії, так і в експериментальній роботі.
Передній край фізики перемістився в область дослідження найфундаментальніших законів, ставлячи перед собою мету створити теорію, яка пояснювала б Всесвіт, об'єднавши теорії фундаментальних взаємодій. На цьому шляху фізика здобула часткові успіхи у вигляді теорії електрослабкої взаємодії та теорії кварків, узагальненій у так званій Стандартній моделі. Однак, квантова теорія гравітації досі не побудована. Певні надії пов'язуються з теорією струн.
Водночас починаючи зі створення квантової механіки, швидкими темпами розвивається фізика твердого тіла, відкриття якої привели до виникнення та розвитку електроніки, а з нею й інформатики, які внесли докорінні зміни в культуру людського суспільства.
Фізичні інструменти й фізичні теорії поширилися в інші області науки — хімію, біологію, медицину, в сторону яких, загалом, змістився інтерес суспільства.

### Історія фізики в Україні
Природознавство, і фізика, як його складова частина, почало складатися в Україні з виникненням перших університетів, серед яких провідне місце займала Могилянська академія. Із середини XIX століття почали закладатися університетські фізичні факультети, як в межах царської Росії, так і на теренах Австро-Угорської імперії. Початок двадцятого століття став свідком розвитку значного числа науково-дослідних інститутів, серед яких слід особливо відзначити Харківський фізико-технічний інститут, Інститут фізики, Інститут теоретичної фізики. В Україні працювали визначні фізики Микола Миколайович Боголюбов, Олександр Сергійович Давидов, Лев Давидович Ландау та багато інших.

## Фахові видання
В нашу епоху існує велика різноманітність фахових наукових журналів, які спеціалізуються у загальній фізиці, а ще більше журналів, присвячених окремим напрямках фізичних досліджень.
Найпрестижніші статті друкуються в журналах «Nature», «Science» та «Physical Review Letters». Серед провідних журналів — «Physical Review», «Philosophical Magazine», «European Physical Journal» та інші.
У Радянському Союзі найпрестижнішим вважався журнал «Письма в Журнал экспериментальной и теоретической физики». Важливими журналами були також «Журнал экспериментальной и теоретической физики», «Физика твердого тела», «Ядерная физика» та інші.
В Україні статті з усіх областей фізики друкує «Український фізичний журнал».
Серед журналів, що публікують оглядові статті з фізики «Reviews of Modern Physics», «Reports on Progress in Physics», «Успехи физических наук» тощо.

### Для школярів та абітурієнтів
- Гончаренко С. У. Фізика: Основні закони і формули. — К. : Либідь, 1996. — 48 с.
- Гончаренко С. У., Коршак Є. В. Готуємось до фізичних олімпіад. — К. : ІСДО, 1995. — 312 с.
- Гончаренко С. У., Коршак Є. В. Фізика: Олімпіадні задачі. — К. : Навчальна книга - Богдан, 1998. — 72 с.
- Клос Є. С., Караван Ю. В. Малий фізичний довідник. — Л. : Світ, 1997. — 272 с.
- Пістун П. Фізика. Довідник для учнів 9-11 класів та абітурієнтів. — К. : Навчальна книга - Богдан, 2003. — 192 с. — ISBN 966-7924-11-4.
- Терещук Б. М., Лапинський В. В. Фізика. Довідник старшокласника та абітурієнта. — Х. : Торсінг, 2006. — 300 с.
- Янчук В. (2002). Довідник школяра: 5-11 кл. Київ: З. Бібік та ін.
- Р. Фейнман, Р. Лейтон, М. Сэндс (1976). Фейнмановские лекции по физике (у дев'яти томах). Москва: Мир.
- Эрик Роджерс (1969). Физика для любознательных (у трьох томах). Москва: Мир.

- Ландсберг Г.С. (1968). Елементарний підручник фізики (у трьох томах). Київ: Рядянська школа.
- Журнал «Квант»

### Для студентів вищих навчальних закладів
- Воловик П. М. Фізика для університетів. — К. : Перун, 2005. — 864 с.
- Король А. М., Андріяшик М. В. Фізика. — К. : Центр учбової літератури, 2006. — 342 с.
- Курс загальної фізики: підруч. [для студ. вищ. навч. закл.]: у 6 т. / за заг. ред. В. А. Сминтини; Одес. нац. ун-т ім. І. І. Мечникова. — Одеса: Астропринт, 2011—2012. — 21 см. — ISBN 978-966-190-465-0.

Т. 1 : Механіка. — 2011. — 472 с.: ілюстр. — Бібліогр.: с. 469 (13 назв).— Предм. покажч.: с. 470—471. — ISBN 978-966-190-466-7
Т. 2 : Молекулярна фізика / С. В. Козицький, А. Н. Золотко. — 2011. — 344 с.: ілюстр. — Бібліогр.: с. 339 (10 назв.). — Предм. покажч.: с. 340—343. — ISBN 978-966-190-473-5
Т. 3 : Електрика та магнетизм / А. П. Чебаненко. — 2011. — 224 с.: ілюстр. — Бібліогр.: с. 220 (9 назв). — Предм. покажч.: с. 221—223. — ISBN 978-966-190-477-3
Т. 4 : Оптика / В. А. Сминтина, Ю. Ф. Ваксман. — 2012. — 276 с.
Т. 5 : Атомна фізика / І. Р. Яцунський. — 2012. — 239 с.: іл., табл., портр. —Бібліогр.: с. 237—238 (26 назв). — Предм. покажч.: с. 239. — 300 пр. — ISBN 978-966-190-548-0
Т. 6 : Ядерна фізика / Ніцук Ю. А. — 2012. — 194 с.: іл., табл.
- Кучерук І. М., Горбачук І. Т., Луцик П. П. Загальний курс фізики. — К. : Техніка, 2006. — 532+452+518 с.
- Кучерук І. М., Горбачук І. Т. Загальна фізика. Електрика і магнетизм: Навч. посібник / За заг. ред. В. Й. Сугакова. — К. : Вища школа, 1990. — 367 с.
- Янґ Г., Фрідман Р. Фізика для університетів. — Л. : Наутілус, 2009. — 1513 с.
- Фізика. Історія фундаментальних ідей, теорій та відкриттів / Ю. О. Храмов. — К.: Фенікс, 2012. — 816 с. — ISBN 966-651-934-7
- Фізика: підручник / С. О. Вакарчук, Т. М. Демків, С. В. Мягкота; Львів. нац. ун-т ім. І. Франка. — Л.: ЛНУ ім. І. Франка, 2010. — 458 с.: ілюстр. — Бібліогр.: с. 440—441 (15 назв). — Імен. покажч.: с. 445—448. — Предм. покажч.: с. 449—457. — ISBN 978-966-613-754-1
- Джанколи Д. Физика. — М. : Мир, 1989. — 656+672 с.
- Кузьмичёв В. Е. Законы и формулы физики. — К. : Наукова думка, 1989. — 864 с.
- Орир Дж. Физика. — М. : Мир, 1981. — 336+286 с.
- Пул Ч. Справочное руководство по физике. — М. : Мир, 2001. — 461 с.
- Савельев И. В. Курс общей физики. — М. : КноРус, 2012. — 528+576+368+384 с.
- Сивухин Д. В. Общий курс физики. — М. : Физматлит, 2005-2010. — 560+544+656+792+784 с.

### Словники
- Російсько-український фізичний словник: 16000 термінів / уклад. В. В. Гейченко. — Х. : Основа, 1990. — 216 с.
- Біленко І. І. Фізичний словник. — К. : Вища школа, 1979. — 336 с.
- Вакуленко М. О. Російсько-український словник фізичної термінології. — К. : КНУ ім. Тараса Шевченка, 1996. — 236 с.
- Вакуленко М. О. Тлумачний словник із фізики. — К. : ВПЦ "Київський університет", 2008. — 767 с.
- Кочерга О., Мейнарович Є. Англійсько-українсько-англійський словник наукової мови. Фізика та споріднені науки. — Вінниця : Нова Книга, 2010. — 1424+1596 с.
- (рос.) Физическая энциклопедия. В 5-ти томах / Под ред. А. М. Прохорова. — М.: «Советская энциклопедия», 1988—1999. ISBN 5-85270-034-7.